# Aeropuerto de Saidpur
El Aeropuerto de Saidpur  (en bengalí: সৈয়দপুর বিমানবন্দর) (IATA: SPD, ICAO: VGSD) es el nombre que recibe un aeropuerto nacional que se localiza en Saidpur una ciudad en el noroeste del país asiático de Bangladés.
Las aerolíneas Biman Bangladesh Airlines, United Airways, US-Bangla Airlines realizan vuelos habituales a la capital nacional, la ciudad de Daca. La instalación es manejada por la Autoridad de Aviación Civil de Bangladés con una pista que se eleva unos 38 metros sobre el nivel medio del mar.